# سیارک ۸۲۳۹
سیارک ۸۲۳۹ (به انگلیسی: 8239 Signac، نامگذاری:1153T-2) هشت هزار و دویست و سی و نهمین سیارک کشف شده‌است که در ۲۹ سپتامبر ۱۹۷۳ کشف شد.
قدر مطلق سیارک برابر ۱۳٫۲۰ است.